# Commission scolaire de l'Estuaire
La commission scolaire de l'Estuaire est un centre de services scolaire francophone desservant l'ouest de la région administrative de la Côte-Nord (MRC de La Haute-Côte-Nord MRC de Manicouagan) au Québec (Canada). Il s'agit de l'une des quatre commissions scolaires de la région.

## District 1
- École Notre-Dame-du-Sacré-Cœur
- École St-Joseph (Tadoussac)
- École Dominique-Savio
- Polyvalente des Berges
- École Marie-Immaculée
- École Notre-Dame-du-Bon-Conseil
- École Mgr-Bouchard

## District 2
- École St-Luc
- Polyvalente des Rivières
- École St-Cœur-de-Marie (Colombier)
- École Ste-Marie
- École Richard
- École Les Dunes
- École La Marée

## District 3
- Polyvalente des Baies
- École Leventoux
- École Boisvert (Baie-Comeau)

## District 4
- École secondaire Serge-Bouchard
- École St-Cœur-de-Marie (Baie-Comeau)

## District 5
- École Bois-Du-Nord
- École Mgr-Bélanger
- École Trudel
- École Père-Duclos
- École Mgr-Labrie
- École St-Joseph (Baie-Trinité)